# Casar
Casar és una població dels Estats Units a l'estat de Carolina del Nord. Segons el cens del 2000 tenia 308 habitants. 132 habitatges i 93 famílies. La densitat de població era de 68 habitants per km².